# Juan Perón

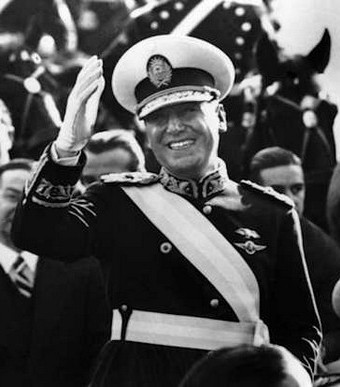
Juan Perón (1946)

Juan Domingo Perón (* 8. Oktober 1895 in Lobos; † 1. Juli 1974 in Olivos, Buenos Aires) war ein argentinischer Militär und einer der prägenden Politiker seines Landes im 20. Jahrhundert. Er begründete die bis heute einflussreiche populistische Bewegung des Peronismus und wurde dreimal zum Präsidenten gewählt: 1946, 1951 und – nachdem er 1955 durch einen Militärputsch gestürzt worden war – noch einmal wenige Monate vor seinem Tod, im September 1973.

## Leben
Juan Perón wurde am 8. Oktober 1895 in Lobos, in der Provinz Buenos Aires, als Sohn des Viehzüchters Mario Tomás Perón und dessen Frau Juana Sosa geboren. Er war der Neffe von Professor Tomás L. Perón, einem der bekanntesten argentinischen Ärzte seiner Zeit. Die Familie seines Vaters stammte aus Sardinien (Italien), die seiner Mutter aus Kastilien (Spanien). 1911 trat er in das in den Außenbezirken von Buenos Aires gelegene Colegio Militar, die Offiziersschule des argentinischen Heeres, ein, das er zwei Jahre später als Unterleutnant der Infanterie abschloss. Danach widmete er sich seiner Militärlaufbahn und veröffentlichte Bücher zur Militärgeschichte und den Kriegswissenschaften. Von 1926 bis 1929 besuchte er die Escuela Superior de Guerra, die Militärhochschule Argentiniens. 1929 heiratete er Aurelia Tizón, die im September 1938 verstarb.

### Militärkarriere

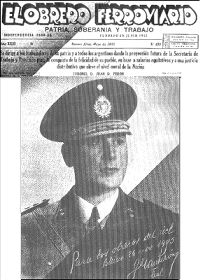
Perón auf der Titelseite der Zeitschrift El Obrero Ferroviario (1945)

1930 wurde Perón Mitglied des Generalstabs des Heeres und Titularprofessor für Militärgeschichte an der Escuela Superior de Guerra. 1930 beteiligte er sich an einem Militärputsch gegen den gewählten Präsidenten Hipólito Yrigoyen und arbeitete anschließend von 1930 bis 1935 als Privatsekretär des Kriegsministers.
Von 1936 bis 1939 war er als Militärattaché in mehreren Staaten tätig (zuletzt in Berlin). Das argentinische Heer schickte ihn als Militärbeobachter und zum Studium des Gebirgskrieges ins Italien Mussolinis. Bei seiner Rückkehr nach Argentinien im Jahr 1941 schloss sich Perón, als Bewunderer des italienischen Faschismus, mit anderen Offizieren in der Geheimorganisation Grupo de Oficiales Unidos (GOU) zusammen.
Im Juni 1943 spielte er als Oberst eine wichtige Rolle in einem Militärputsch der GOU gegen die zivile und verfassungsmäßige Regierung von Ramón Castillo. Zunächst war Perón Unterstaatssekretär im Kriegsministerium unter General Pedro Pablo Ramírez, im November 1943 wurde er Sekretär für Arbeit und Wohlfahrt und danach Vizepräsident und Kriegsminister unter General Edelmiro Julián Farrell (Februar 1944).
In der GOU entwickelte er Pläne für die Vorherrschaft Argentiniens auf dem südlichen amerikanischen Kontinent und baute dabei auf eine Allianz mit Adolf Hitler: „Hitlers Kampf im Frieden wie im Krieg wird unser Leitstern sein. (…) Allianzen zu schmieden wird der erste Schritt sein. Wir haben Paraguay und Chile. Mit Argentinien, Paraguay, Bolivien und Chile wird es einfach sein, Druck auf Uruguay auszuüben. Danach werden die fünf vereinten Nationen Brasilien angesichts seiner Regierungsform und seines großen deutschen Bevölkerungsanteils leicht auf ihre Seite ziehen. Ist Brasilien erst einmal gefallen, wird der amerikanische Kontinent unser sein“, schrieb er in einem GOU-Manifest im Mai 1943. Noch im selben Monat wurde ein geheimes Abkommen über wechselseitige Zusammenarbeit mit dem nationalsozialistischen deutschen Auslandsgeheimdienst, Sicherheitsdienst des Reichsführers SS (SD), getroffen.
Zusammen mit SS-Hauptsturmführer Siegfried Becker, dem SD-Geheimdienst-Chef, beteiligte sich Perón am Militärputsch gegen die Regierung von General Enrique Peñaranda in Bolivien und unterstützte General Gualberto Villarroel López bei dessen Machtübernahme im Dezember 1943. Die Nürnberger Prozesse bezeichnete Perón als „Ungeheuerlichkeit“ und „Infamie“.
In seiner Tätigkeit im Arbeitsministerium führte er eine Reihe sozialer Reformen durch, die ihm die Unterstützung großer Teile der einfachen argentinischen Bevölkerung, der Descamisados (Hemdlosen), aber auch der Industriearbeiter einbrachte. Er drängte den Einfluss der traditionellen linken Parteien und Gewerkschaften zurück und stärkte seine persönliche Anhängerschaft insbesondere durch die Gründung neuer Gewerkschaften, die in der neuen Dachgewerkschaft, der Confederación General del Trabajo (CGT), vereint waren. Dieser Einfluss und die wachsende persönliche Macht Peróns riefen den Widerstand führender Militärs hervor.
Im August 1945 kam es in Buenos Aires zu zahlreichen antifaschistischen Demonstrationen, bei denen die Demokratie gefordert wurde. Gleichzeitig kam es zu Demonstrationen der Faschisten, die besonders nach der Kapitulation Japans die Kandidatur Peróns forderten. Es kam zu Gewaltausbrüchen, bei denen Hunderte peronistische Soldaten die Redaktionsräume der demokratischen Zeitung Crítica belagerten. Im September 1945 demonstrierten 250.000 Menschen in einem „Marsch für die Verfassung“ gegen den „Despotismus“ und forderten „den Kopf Peróns“. Perón verhängte den Ausnahmezustand und die Gefängnisse füllten sich mit nicht-peronistischen Militärs, demokratischen Journalisten, Universitätsprofessoren und oppositionellen Politikern. Um die Proteste gegen die Militärdiktatur einzugrenzen, entließ das Militär am 9. Oktober 1945 Perón. Am 11. Oktober tauchte er mit Hilfe der deutsch-argentinischen Familie Ludwig Freude, die zu den zehn reichsten Lateinamerikas gehörte und über Nazi-Kontakte verfügte, unter und zog mit Evita in deren Sommerhaus Ostende. Den Staatsbrief zu seiner geplanten Ausweisung aus Argentinien ließ er mithilfe seiner Geheimdienstverbindungen stehlen und verbrannte ihn. Doch schon am nächsten Tag wurde Perón vom Militär verhaftet und auf die Insel Martín García verbannt. Dies verhalf ihm zu „einer Aura des Märtyrertums … eine beispiellose Welle öffentlicher Unterstützung für den gestürzten Helden der Arbeiterklasse überschwemmte die Straßen von Buenos Aires“, um am 17. Oktober vor der Casa Rosada seine Freilassung zu fordern.
Dem peronistischen Mythos zufolge wurde diese Bewegung zu wesentlichen Teilen von María Eva Duarte koordiniert. Die Geschichtswissenschaft hat jedoch belegt, dass ihr Engagement während der Ereignisse um den 17. Oktober eher gering war. Nur vier Tage nach seiner Freilassung heiratete Perón am 21. Oktober 1945 die 24 Jahre jüngere Schauspielerin, die bald weltweit als „Evita“ bekannt wurde.

### Präsidentschaft

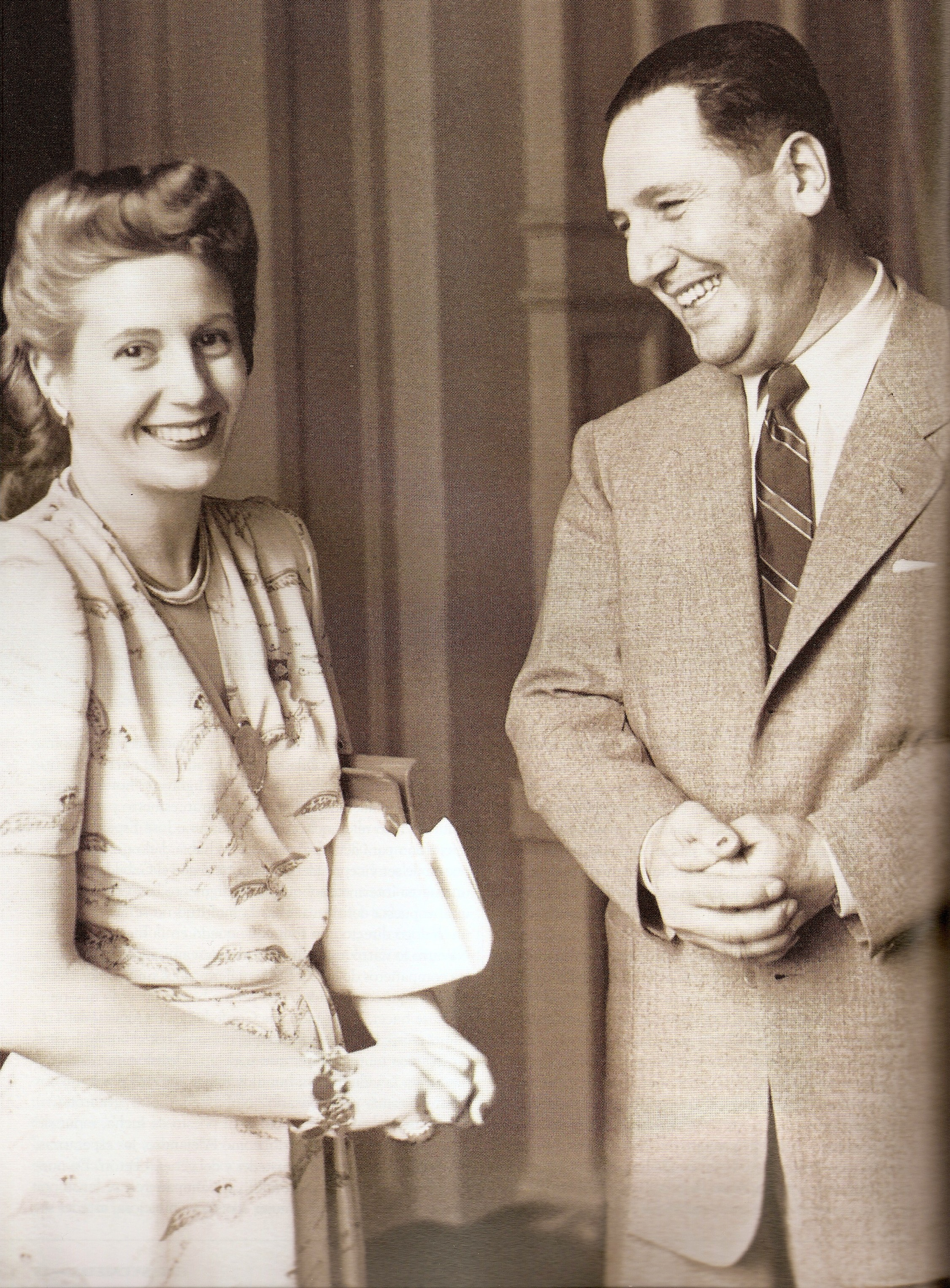
Perón mit Evita

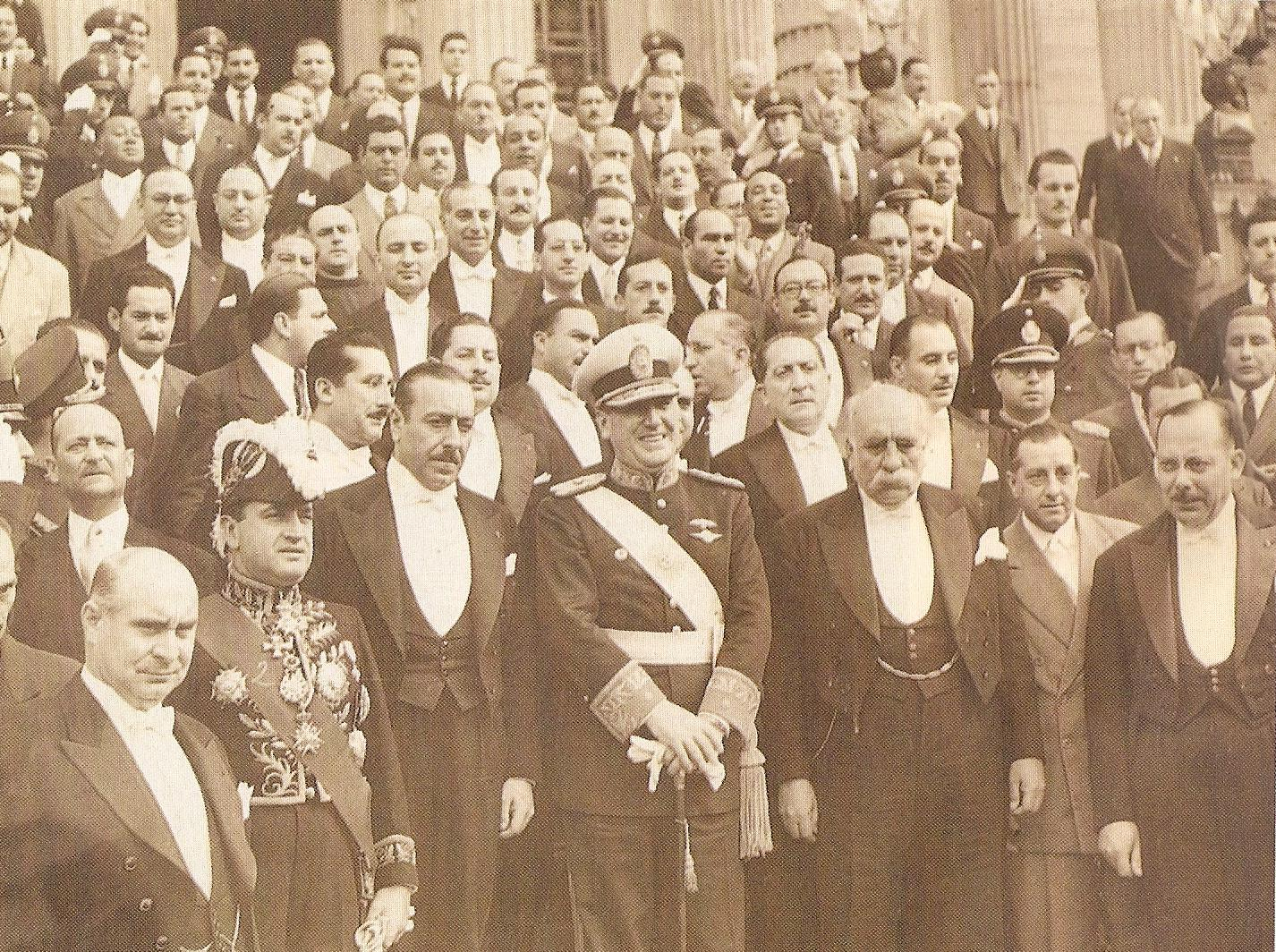
Perón und seine Minister 1946

Die USA unter Präsident Harry S. Truman versuchten, die argentinischen Präsidentschaftswahl vom 24. Februar 1946 zu beeinflussen, indem sie das „Blue Book“ veröffentlichten. In diesem sollte die öffentliche Meinung gegen Perón beeinflusst werden, indem man ihn in Zusammenhang mit der angeblichen Kollaboration zwischen Argentinien und dem Deutschen Reich brachte. Der Versuch scheiterte, weil viele Argentinier darin eine Intrige sahen, mit der sich die USA in die inneren Angelegenheiten ihres Landes einmischen wollten. Perón nutzte diese Stimmung aus, indem er seinen Wahlkampf anschließend unter dem Slogan „Braden oder Perón“ führte. Gemeint war Spruille Braden, der Leiter der Lateinamerikaabteilung des US State Department und früherer US-Botschafter in Argentinien.
Perón gewann als Kandidat des Partido Laborista (Arbeiterpartei) mit 52 % der Stimmen die Präsidentschaftswahl und wurde am 4. Juni 1946 zum Präsidenten von Argentinien ernannt. In diesem Amt verfocht er eine nationalistische und populistische Politik. Er setzte seine Sozialpolitik aus den 1940er Jahren fort. So stärkte er die Rechte der Arbeiter, vergrößerte den Personenkreis, der ein Anrecht auf Rentenzahlungen hatte, von einer halben Million auf zehn Millionen und führte das Weihnachtsgeld ein. Er betonte die Notwendigkeit einer eigenständigen Industrialisierung Argentiniens als wesentliche Grundlage sowohl nationaler Stärke als auch der Verbesserung der sozialen Situation des argentinischen Volkes. Er verstaatlichte die Eisenbahnen (→ Ferrocarril General Roca) und trieb die Entwicklung der Infrastruktur des Landes voran. 1947 kündigte er den ersten Fünfjahresplan zum Ausbau der teilweise verstaatlichten Industrien an. Gestützt auf diese Maßnahmen entwickelten die Peronisten ihr politisches Programm des „Justicialismo“ (so hieß die Partei später auch Partido Justicialista); diese Ideologie wurde später auch „Peronismus“ genannt. Die Bezeichnung „Justicialismo“ sollte einen „dritten Weg“ zwischen Kommunismus und Kapitalismus darstellen, setzte sich aber nicht durch. Man könnte die Wirtschaftspolitik Peróns als Protektionismus mit sozialen Elementen umschreiben. Außenpolitisch war dieser Kurs durch eine harsche Kritik an den Positionen der Vereinigten Staaten und Großbritanniens gekennzeichnet.
Seine Frau Evita gab ihre Laufbahn als Schauspielerin auf zugunsten der politischen Karriere ihres Mannes wie auch eigener politischer und sozialer Aktivitäten. Die Stiftung „Fundación Eva Perón“ wurde gegründet, die sich unter Führung von Eva Perón zum Mittelpunkt der Sozialarbeit der Perón-Regierung entwickelte und wachsende Popularität im Volk genoss. 1947 reiste „Evita“ nach Europa („Regenbogentour“), um für die Regierung ihres Mannes zu werben. Die 28-Jährige besuchte Spanien, Frankreich, Italien und die Schweiz und wurde auch von Papst Pius XII. empfangen.
1949 setzte Juan Perón eine Verfassungsreform durch, die eine Wiederwahl des Präsidenten ermöglichte. Im November 1951 gewann er erneut die Präsidentschaftswahl, bei der, initiiert durch Evita, erstmals auch Frauen wählen durften. Zu diesem Zeitpunkt genoss er große Zustimmung im Volk, so dass er mit 62 % der Stimmen wiedergewählt wurde. Evita, die eigentlich Vizepräsidentin werden sollte, lehnte mit Blick auf das Militär ab, das sie nicht auf diesem Posten sehen wollte.
Die Verstaatlichung eines Teils der Wirtschaft, die Industrialisierung und die Sozialpolitik, die allesamt gleichzeitig vorangetrieben wurden, ließen die Finanzreserven Argentiniens schnell zusammenschmelzen. Es kam zu einer hohen Inflation, und viele Argentinier verloren in dieser Zeit ihre Ersparnisse. Die sozialen Maßnahmen führten zu wachsenden Spannungen mit der Großgrundbesitzeroligarchie, dem Militär sowie der katholischen Kirche, und der Tod von Evita Perón, die am 26. Juli 1952 im Alter von nur 33 Jahren an Krebs starb, schwächte die politische Stellung des Witwers. Der Konflikt mit der Kirche eskalierte, Perón ließ katholische Zeitungen verbieten und einige Priester verhaften, legalisierte Scheidung und Prostitution und schaffte den Religionsunterricht an Schulen ab. Außerdem stellte er nichteheliche Kinder den ehelichen gleich.
Am 16. Juni 1955 exkommunizierte ihn Pius XII. (der Bann wurde acht Jahre später aufgehoben). Eine blutige Revolte von Marineoffizieren am selben Tag scheiterte noch (→ Bombardierung der Plaza de Mayo); im zweiten Anlauf, dem Putsch vom 16. bis 21. September 1955, der Revolución Libertadora, wurde Perón gestürzt. In Abwesenheit wurde er danach wegen Verführung Minderjähriger angeklagt. Denn nach Evitas Tod hatte die junge Nelly Rivas (1939–2012) deren Schlafzimmer bezogen, offiziell um sich um Evitas Hunde zu kümmern. Nelly wurde nach Peróns Sturz in ein Heim für jugendliche Prostituierte eingewiesen.

### Nach Peróns Sturz
Über Stationen in Paraguay, Venezuela und der Dominikanischen Republik ging er 1958 nach Spanien ins Exil. Hier heiratete er 1961 in Madrid María Estela Martínez, eine argentinische Nachtklubtänzerin, die sich als seine Frau Isabel Martínez de Perón nannte. Es gelang ihr jedoch nie, in Argentinien auch nur annähernd die Popularität von Evita Perón zu erreichen. Während seines 18 Jahre dauernden Exils nahm er über Mittelsmänner weiterhin aktiv an der Politik seines Landes teil.
Das Argentinien der 1950er und 1960er Jahre war gezeichnet durch häufige Regierungswechsel, niedriges Wirtschaftswachstum und zunehmende soziale Spannungen. Den verschiedenen Regierungen gelang es nicht, die Wirtschaft wesentlich zu beleben. Außerdem standen sie dem eskalierenden Terrorismus und der Gewalt von Gruppierungen wie den linksperonistischen Montoneros in den späten 1960er und frühen 1970er Jahren hilflos gegenüber. Der Weg war nun frei für Peróns Rückkehr. Im März 1971 übernahm General Alejandro Agustín Lanusse die Macht und erklärte, 1973 zur Demokratie zurückkehren zu wollen. Aus dem Exil unterstützte Perón die linksgerichteten Peronisten und die Gewerkschaften.

### Zweite Präsidentschaft
Am 11. März 1973 fanden in Argentinien Wahlen statt. Perón wurde die Kandidatur zwar verweigert, doch entschieden sich die Wähler für einen seiner Gewährsmänner als Präsident: Héctor José Cámpora trat aber schon im Juli 1973 wieder zurück, um Neuwahlen zu ermöglichen. Der innenpolitische Zustand Argentiniens war zu diesem Zeitpunkt schon so angespannt, dass viele Politiker Perón zur Rückkehr aufforderten. Dieser kehrte am 20. Juni 1973 in sein Heimatland zurück, doch bei der anschließenden Kundgebung kam es zu Ausschreitungen zwischen verschiedenen Demonstrantengruppen, Polizei und Militär mit zahlreichen Toten (Massaker von Ezeiza). Perón gewann die entscheidende Wahl am 23. September 1973 mit über 60 % der Stimmen. Im Oktober 1973 wurde er zum dritten Mal nach 1946 und 1951 zum Präsidenten ernannt.
Die neue Regierung geriet durch die Spaltung von links- und rechtsgerichteten Anhängern schnell in Bedrängnis, besonders als sich Perón selbst immer mehr nach rechts ausrichtete. Es kam zu einer Welle von Gewaltakten und Terroranschlägen, und die Regierung erließ eine Reihe von Notstandsmaßnahmen, um die Ordnung im Lande aufrechtzuerhalten. Peróns Wohlfahrtsminister López de Rega organisierte die Argentinische Antikommunistische Allianz, die vor allem inner- und außerparteiliche Gegner ermordete.
Perón erlag wenige Monate nach seiner Wahl am 1. Juli 1974 einem Herzinfarkt. Seine Frau Isabel Martínez de Perón, die bereits als Vizepräsidentin vereidigt war, wurde seine Nachfolgerin und gleichzeitig die erste Staatspräsidentin Südamerikas. 1976 wurde ihre Regierung durch einen erneuten Militärputsch gestürzt.
Peróns Leichnam wurde zunächst in einer Krypta auf dem Gelände der Präsidentenresidenz in Olivos (Buenos Aires) aufbewahrt, mit dem Ziel, diesen, gemeinsam mit dem Leichnam Eva Peróns, später in dem in Planung befindlichen Mausoleum Altar de la Patria unterzubringen. Nach dem Putsch der Militärs im Frühjahr 1976 wurde Peróns Leichnam auf dem Chacarita-Friedhof in Buenos Aires begraben. Am 17. Oktober 2006 wurde sein Leichnam in ein neu geschaffenes Mausoleum (finanziert u. a. von der Gewerkschaft CGT) im Vorort San Vicente überführt. Dabei kam es zu Tumulten, weil Tausende von fanatischen Anhängern bei der Überführung einen Blick auf den Sarg mit den sterblichen Überresten werfen wollten. So kam es nach einem Gedränge zu Schlägereien, die unter anderem mit Stöcken und Messern ausgetragen wurden. Es gab zahlreiche Verletzte. Auch das Mausoleum Peróns wurde beschädigt. Die Überführung geschah auf derselben Lafette wie bei der Beerdigung 1974.

## Auszeichnungen (Auswahl)
- 1953: Großkreuz des Verdienstordens der Italienischen Republik
- 1953: Sonderstufe des Großkreuzes des Verdienstordens der Bundesrepublik Deutschland